# 24215 Джонґастел
24215 Джонґастел (24215 Jongastel) — астероїд головного поясу, відкритий 7 грудня 1999 року.
Тіссеранів параметр щодо Юпітера — 3,516.